# نوک‌شاخ کیسه‌ساده
 نوک‌شاخ کیسه‌ساده (نام علمی: Rhyticeros subruficollis) نام یک گونه از تیره نوک‌شاخ است.